# LEM
El Dispositiu LEM - Encontre Internacional de Músiques Experimentals de Gràcia-Barcelona és un cicle de música experimental organitzat per Gràcia Territori Sonor a Barcelona des de l'any 1996.
En les 28 edicions que duu, ha celebrat prop d'un miler de concerts, duent a la Vila de Gràcia i a altres punts de la capital catalana alguns dels artistes més celebrats de l'escena experimental local i internacional, a més d'haver servir de plataforma per a la difusió de nous talents que han tingut carreres llargues i fructíferes.

## El LEM avui
Després de la crisi econòmica de 2007, que va afectar durament l'entitat organitzadora, i de diversos entrebancs més, el pitjor dels quals va ser la mort del fundador de Gràcia Territori Sonor, Víctor Nubla, l'any 2020, el Dispositiu LEM s'ha consolidat com una de les propostes artístico-culturals més interessants del mes d'octubre a la ciutat de Barcelona. Amb més de 1.600 espectadors en la seva edició 2023, el LEM continua escampant-se per espais de la ciutat tan emblemàtics com el Centre Cívic La Sedeta, el Centre Cívic Convent de Sant Agustí, la sala Paral·lel 62, el Centre Artesà Tradicionàrius, La Kontra de Gràcia o el Museu de la Música de Barcelona, entre d'altres.

## Artistes destacats LEM (1996-2023)
- Esplendor Geométrico
- Pascal Comelade
- Els Surfing Sirles
- Za!
- Tiger Menja Zebra
- Macromassa
- Alfredo Costa Monteiro
- Sergi Jordà
- Joan Saura
- Zush
- Marcel·lí Antúnez
- Fred Frith
- Eduardo Polonio
- Mireia Tejero
- Carlus Padrissa
- Hysteriofunk
- Superelvis
- Cathy Claret
- Eli Gras
- Walter Thompson
- Oriol Tramvia
- Gerard Quintana
- Eduard Escoffet
- Sergi Caballero
- Le Diablo Mariachi
- Koji Asano
- Hiroshi Kobayashi
- Núria Andorrà
- Marcel Fabregat
- Blaine L. Reininger
- Pepino Pascual
- Quim Tarrida
- Panotxa
- Ferran Fages
- Accidents Polipoètics
- Pau Riba
- Enric Casasses
- Martí Sales
- Godai Garcia
- Gat Castaño
- Juan Crek
- Mark Cunningham
- Jakob Draminsky
- Josep Maria Balanyà
- Marc Pareja
- Javier Piñango
- Óscar Abril Ascaso
- Wade Matthews
- Charlemagne Palestine
- Paolo Angeli
- Banda Municipal de Barcelona
- Kasper T. Toeplitz
- Markus Breuss
- Manel Pugès
- Agustí Fernández
- Rosa Arruti
- Warp Trio